# Teba (gemeente)
Teba is een gemeente in de Spaanse provincie Málaga in de regio Andalusië met een oppervlakte van 143 km². In 2016 telde Teba 3.912 inwoners.
In 1330 vond hier onder het Castillo de la Estrella de Slag bij Teba plaats.

## Demografie

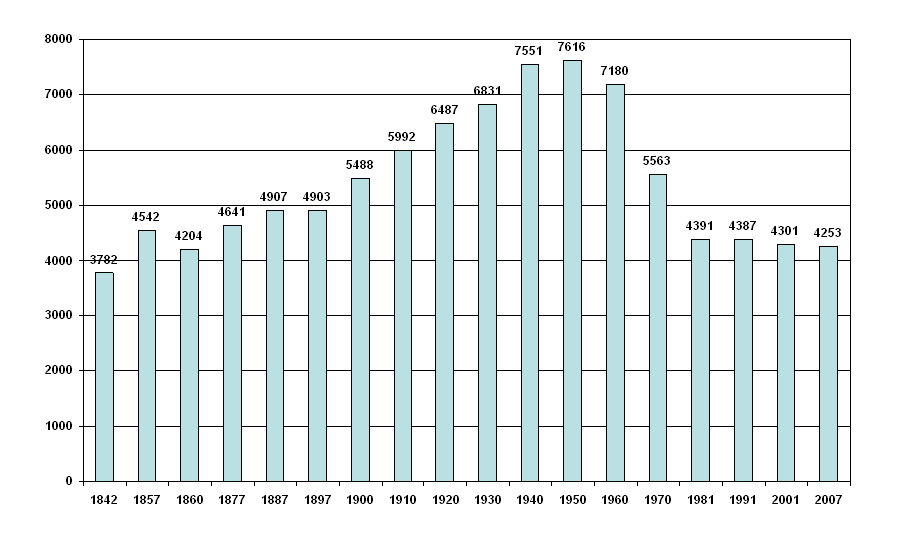

## Bezienswaardigheden

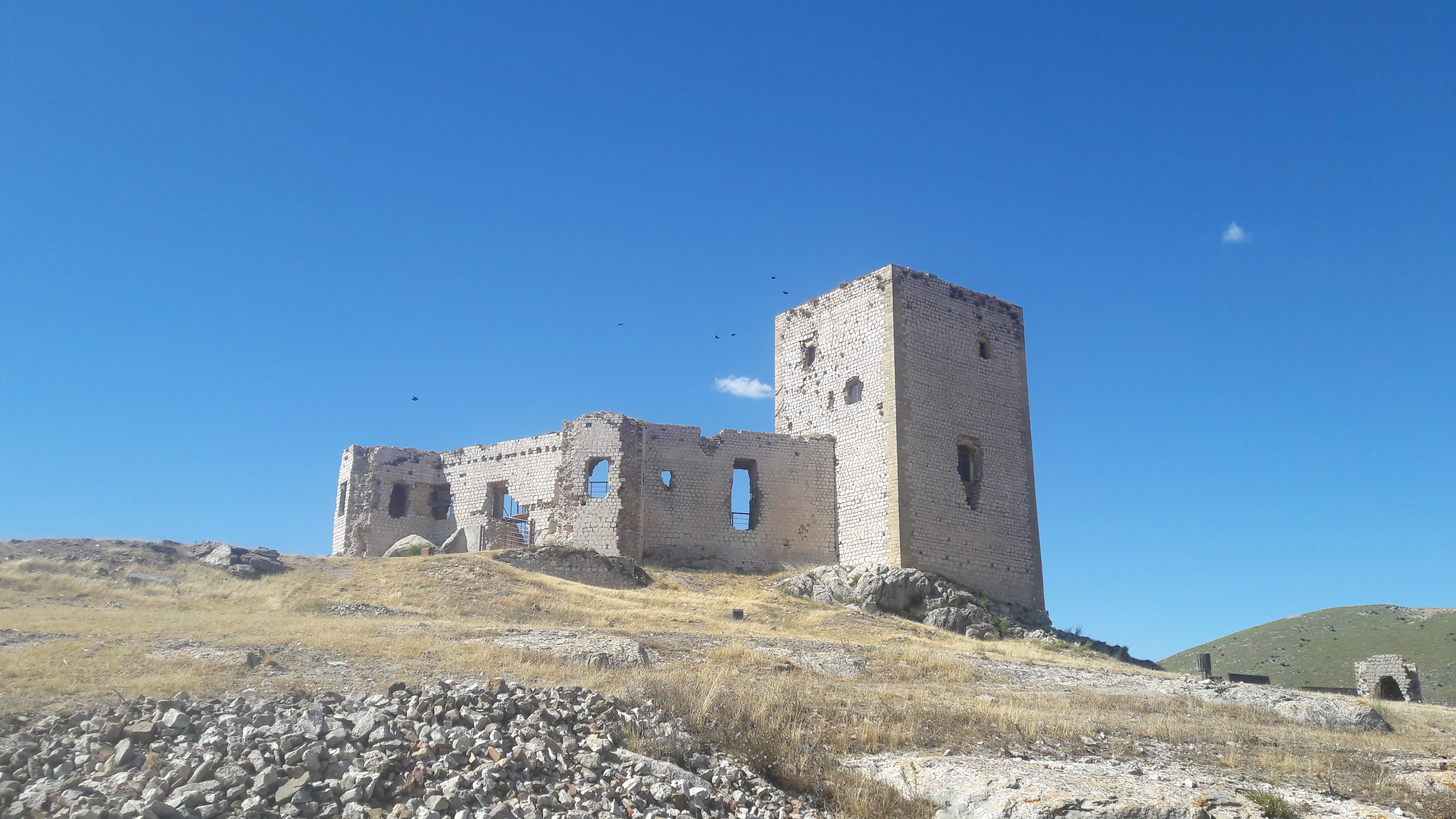
Castillo de la Estrella
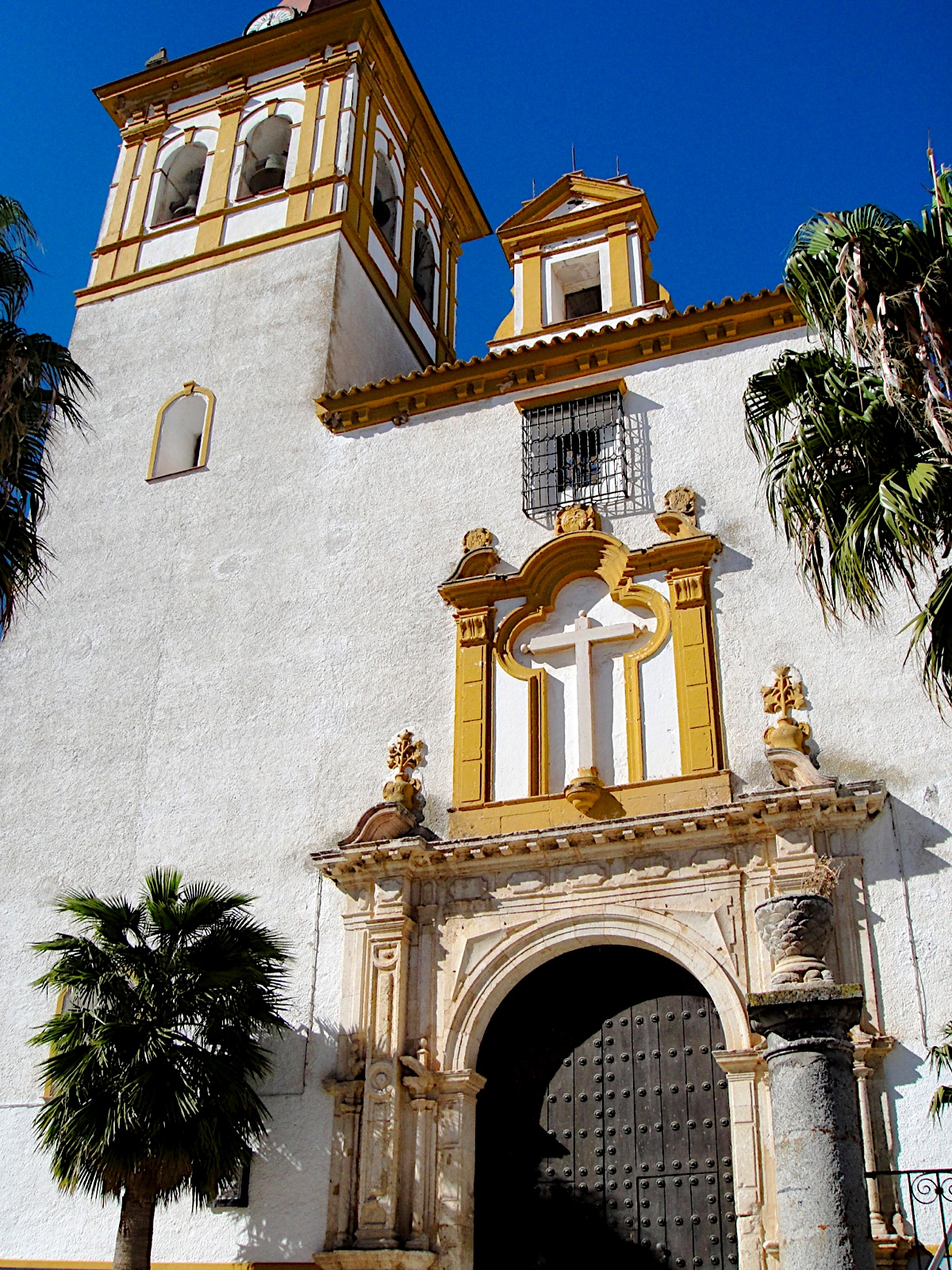
Iglesia de la Santa Cruz
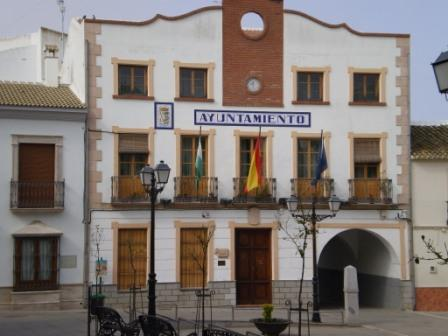
Gemeentehuis